# Pseudomallada niger
Pseudomallada niger is een insect uit de familie van de gaasvliegen (Chrysopidae), die tot de orde netvleugeligen (Neuroptera) behoort. 
Pseudomallada niger is voor het eerst wetenschappelijk beschreven door McLachlan in 1869.